# Brandon Montour
Brandon Montour (né le 11 avril 1994 à Ohsweken dans la province d'Ontario au Canada) est un joueur professionnel canadien de hockey sur glace. Il évolue au poste de défenseur.

## Biographie
Après avoir évolué en tant que junior B dans la Greater Ontario Junior Hockey League, il part évoluer aux États-Unis en 2013 en s'alignant avec les Black Hawks de Waterloo, équipe évoluant dans l'USHL. Après une première saison couronnée de succès avec une récolte de 62 points en 60 parties, il est repêché par les Ducks d'Anaheim en 55e position lors du repêchage d'entrée dans la LNH 2014. 
Il rejoint l'Université du Massachusetts à Amherst durant la saison 2014-2015 et joue pour l'équipe des Minutemen. Il devient professionnel vers la fin de cette même saison en jouant pour l'équipe affiliée aux Ducks dans la Ligue américaine de hockey, les Admirals de Norfolk. 
Il passe toute la saison 2015-2016 avec les Gulls de San Diego, nouveau club-école des Ducks, avant de faire ses débuts dans la Ligue nationale de hockey avec l'équipe d'Anaheim en 2016-2017.
Le 24 février 2019, il est échangé aux Sabres de Buffalo en retour du défenseur Brendan Guhle et d'un choix conditionnel de 1re ronde en 2019.
À la fin de la saison 2019-2020, il devient à nouveau joueur autonome avec restriction et signe une nouvelle entente de 1 an avec les Sabres, le 10 octobre 2020.
Le 10 avril 2021, il est échangé aux Panthers de la Floride contre un choix de 3e tour en 2021. Il aide les Panthers à remporter la Coupe Stanley en 2024.
Le 1er juillet 2024, en tant qu'agent libre, Montour signe un contrat de sept saisons d'une valeur de 49,98 millions $ avec le Kraken de Seattle. Le 30 octobre 2024, le défenseur réussi un tour du chapeau, son premier en carrière, dans une victoire de 8 à 2 face aux Canadiens de Montréal.

## Statistiques

### En club
| Saison     | Équipe                  | Ligue       |     | Saison régulière | Saison régulière | Saison régulière | Saison régulière | Saison régulière |    | Séries éliminatoires | Séries éliminatoires | Séries éliminatoires | Séries éliminatoires | Séries éliminatoires |
| Saison     | Équipe                  | Ligue       | PJ  | B                | A                | Pts              | Pun              | PJ               | B  | A                    | Pts                  | Pun                  |                      |                      |
| 2013-2014  | Black Hawks de Waterloo | USHL        | 60  | 14               | 48               | 62               | 36               | 12               | 6  | 10                   | 16                   | 10                   |                      |                      |
| 2014-2015  | Black Hawks de Waterloo | USHL        | 17  | 6                | 15               | 21               | 30               | -                | -  | -                    | -                    | -                    |                      |                      |
| 2014-2015  | Minutemen d'UMass       | Hockey East | 21  | 3                | 17               | 20               | 30               | -                | -  | -                    | -                    | -                    |                      |                      |
| 2014-2015  | Admirals de Norfolk     | LAH         | 14  | 1                | 9                | 10               | 8                | -                | -  | -                    | -                    | -                    |                      |                      |
| 2015-2016  | Gulls de San Diego      | LAH         | 68  | 12               | 45               | 57               | 42               | 9                | 0  | 5                    | 5                    | 8                    |                      |                      |
| 2016-2017  | Gulls de San Diego      | LAH         | 36  | 13               | 19               | 32               | 34               | -                | -  | -                    | -                    | -                    |                      |                      |
| 2016-2017  | Ducks d'Anaheim         | LNH         | 27  | 2                | 4                | 6                | 14               | 17               | 0  | 7                    | 7                    | 4                    |                      |                      |
| 2017-2018  | Ducks d'Anaheim         | LNH         | 80  | 9                | 23               | 32               | 42               | 4                | 0  | 1                    | 1                    | 6                    |                      |                      |
| 2018-2019  | Ducks d'Anaheim         | LNH         | 62  | 5                | 20               | 25               | 40               | -                | -  | -                    | -                    | -                    |                      |                      |
| 2018-2019  | Sabres de Buffalo       | LNH         | 30  | 3                | 7                | 10               | 16               | -                | -  | -                    | -                    | -                    |                      |                      |
| 2019-2020  | Sabres de Buffalo       | LNH         | 54  | 5                | 13               | 18               | 28               | -                | -  | -                    | -                    | -                    |                      |                      |
| 2020-2021  | Sabres de Buffalo       | LNH         | 38  | 5                | 9                | 14               | 24               | -                | -  | -                    | -                    | -                    |                      |                      |
| 2020-2021  | Panthers de la Floride  | LNH         | 12  | 2                | 2                | 4                | 16               | 6                | 0  | 0                    | 0                    | 6                    |                      |                      |
| 2021-2022  | Panthers de la Floride  | LNH         | 81  | 11               | 26               | 37               | 48               | 10               | 0  | 3                    | 3                    | 6                    |                      |                      |
| 2022-2023  | Panthers de la Floride  | LNH         | 80  | 16               | 57               | 73               | 107              | 21               | 8  | 5                    | 13                   | 39                   |                      |                      |
| 2023-2024  | Panthers de la Floride  | LNH         | 66  | 8                | 25               | 33               | 46               | 24               | 3  | 8                    | 11                   | 12                   |                      |                      |
| Totaux LNH | Totaux LNH              | Totaux LNH  | 520 | 66               | 186              | 252              | 381              | 82               | 11 | 24                   | 35                   | 73                   |                      |                      |

### En équipe nationale
| Année | Compétition          |   | PJ | B | A | Pts | Pun | +/-               |  | Résultat |
| 2019  | Championnat du monde | 3 | 0  | 0 | 0 | 0   | -1  | Médaille d'argent |  |          |

## Trophées et honneurs personnels
- 2013-2014 : 
  - participe au Match des étoiles de l'USHL
  - nommé défenseur de l'année de l'USHL
  - nommé dans la première équipe d'étoiles de l'USHL
  - nommé joueur de l'année de l'USHL
- 2014-2015 : nommé dans l'équipe des recrues de Hockey East

### Ligue américaine de hockey
- 2015-2016 :
  - participe au Match des étoiles de la LAH
  - nommé dans l'équipe des recrues de la LAH
  - nommé dans la première équipe d'étoiles de la LAH

### Ligue nationale de hockey
- 2023-2024 : remporte la Coupe Stanley avec les Panthers de la Floride